# Gabarret
Gabarret je naselje in občina v jugozahodnem francoskem departmaju Landes regije Akvitanije. Leta 2009 je naselje imelo 1.270 prebivalcev.

## Geografija
Kraj leži v pokrajini Gaskonji 45 km vzhodno od Mont-de-Marsana, 95 km severovzhodno od Pauja in 118 km jugovzhodno od Bordeauxa.

## Uprava
Gabarret je sedež istoimenskega kantona, v katerega so poleg njegove vključene še občine Arx, Baudignan, Betbezer-d'Armagnac, Créon-d'Armagnac, Escalans, Estigarde, Herré, Lagrange, Losse, Lubbon, Mauvezin-d'Armagnac, Parleboscq, Rimbez-et-Baudiets in Saint-Julien-d'Armagnac s 3.703 prebivalci (v letu 2009).
Kanton Gabarret je sestavni del okrožja Mont-de-Marsan.

## Zanimivosti
- cerkev sv. Luperca,
- Château de Loustauneau.

## Promet
Gabarret se nahaja ob državnih cestah RN 524 (Langon - Blagnac) in RN 656 (Cazaubon - Villesèque).